# Niels Brinck
Niels Brinck Kristensen (Aabyhøj, 24 de septiembre de 1974) es un cantautor y compositor danés, a veces conocido simplemente como Brinck.

## Biografía
Brinck nació en 1974 en Aabyhøj, un suburbio de Aarhus (Dinamarca). Desde muy joven se sintió atraído por la música, primero como compositor y luego como productor y cantante. Con sólo siete años, escribió. sus primeras canciones, que aparecieron en 'Politikens Lystige Viser For Children'.
Tras estudiar canto en el conservatorio de Copenhague, inicia una carrera como técnico y cantante de estudio, participando en numerosas grabaciones de otros artistas como James Sampson, Bryan Rice, Rasmus Seebach, hijo de Tommy Seebach (Dinamarca 1979, 1981 y 1993). Desde entonces, ha escrito y compuesto para muchos artistas, entre ellos la francesa Anggun, la groenlandesa Julie y, más recientemente, el ganador de X-Factor Martin Hoberg, para quien escribió el éxito 'The 1'. En los últimos años, sin embargo, Brinck se ha centrado en desarrollarse como cantante. 
Brinck debutó en 2007 con la conocida serie policíaca de TV2 Anna Pihl, 'In The End I Started', que se ha acercado al estatus de oro en cuanto a número de descargas. En mayo de 2008, Brinck lanzó su álbum debut. Su primer álbum en solitario, Brinck, se situó entre los diez primeros de la lista de álbumes danesa. Publicado por Copenhagen Records, el álbum autotitulado incluye el sencillo «I Don't Wanna Love Her», que alcanzó el Top 20, así como el sencillo «In the End I Started», que se situó en el Top 40, a dúo con la cantante sueca Maria Marcus. 
Brinck ganó el Dansk Melodi Grand Prix 2009, por delante de la islandesa Hera Björk el 31 de enero de 2009 con la canción Believe again, que fue escrita por Lars Halvor Jensen, Martin Larsson Moller y Ronan Keating. A partir del mismo momento en que se alzó con el triunfo se proclamó como el representante de Dinamarca en el Festival de la Canción de Eurovisión 2009, realizado en Moscú, Rusia. La canción acabó en 13ª posición en la final.
Su segundo álbum salió a la venta en 2013, con «The Heights» como primer sencillo.

## Discografía
- Brinck (2008)

Lanzará en el año 2011 su segundo disco, del cual ya se conoce su primer sencillo: "The Heights".